# NGC 5440
NGC 5440 est une vaste galaxie spirale située dans la constellation des Chiens de chasse. Sa vitesse par rapport au fond diffus cosmologique est de 3 885 ± 15 km/s, ce qui correspond à une distance de Hubble de 57,3 ± 4,0 Mpc (∼187 millions d'al). NGC 5440 a été découverte par l'astronome germano-britannique William Herschel en 1785.
Selon le professeur Seligman, cette galaxie a été observée à deux reprises par John Herschel, une première fois le 27 avril 1827 et une deuxième fois le 11 mars 1828. Cette deuxième observation aurait été inscrite au New General Catalogue sous la cote NGC 5441. Le professeur Seligman est cependant la seule source consultée à soutenir cette hypothèse. Toutes les autres sources consultées associent NGC 5441 à la galaxie PGC 50057.
La classe de luminosité de NGC 5440 est I et elle présente une large raie HI
À ce jour, huit mesures non basées sur le décalage vers le rouge (redshift) donnent une distance de 58,850 ± 18,969 Mpc (∼192 millions d'al), ce qui est à l'intérieur des valeurs de la distance de Hubble.

## Supernova
La supernova SN 1998D a été découverte dans NGC 5440 le 28 janvier 1997 par Y. L. Qiu, Q. Y. Qiao, W. D. Li et J. Y. Hu de l'observatoire astronomique de Pékin (BAO). Cette supernova était de type Ia.

## Groupe de NGC 5440
Selon A.M. Garcia, NGC 5440 a donné son nom à un groupe de galaxies, la plus grosse galaxie de ce groupe. Le groupe de NGC 5440 compte au 5 membres. Les autres galaxies du groupe sont NGC 5399, NGC 5444, NGC 5445 et UGC 8984.
D'autre part, Abraham Mahtessian mentionne aussi ce groupe, mais il ne contient que quatre galaxies. La galaxie NGC 5399 n'y figure pas. Quant à la galaxie UGC 8984, Mahtessian emploie la désignation 1401+3559 pour la désigner, une malheureuse abréviation pour CGCG 1401.6+3559 qui rend difficile, sinon impossible, l'identification de plusieurs galaxies de ses listes.